# Гани Ганев
Гани Стойнов Ганев е български политик от БКП, доктор по икономика.

## Биография
Роден е на 7 септември 1924 г. в сливенското село Катунище. Член на РМС от 1942 г. и на БКП от 1946 г. През 1950 г. започва работа като инструктор. От 1953 г. е първи секретар на Околийския комитет на БКП в Бургас. Остава на този пост до 1958 г., когато е избран за секретар на Окръжния комитет на БКП в града. През 1964 г. завършва Висшата партийна школа при ЦК на КПСС и отново е избран за секретар на Окръжния комитет в Бургас. През 1971 г. става първи секретар на Окръжния комитет на БКП в града. Остава на този пост до смъртта си. На 5 март 1972 г. е избран за народен представител в шесто народно събрание на мястото на починалия Иван Башев. От 2 април до 27 септември 1976 г. е кандидат-член на ЦК на БКП. Умира на 20 септември 1976 г. Има написана книга „Село Безводно в миналото и днес“, изд. на ОФ, 1969. Награждаван е с орден „Георги Димитров“.